# Mesenterium
Als Mesenterium (Plural: Mesenterien) bezeichnet man in der Anatomie eine Falte der Coelomwand (Mesoderm), in der bei den meisten Tieren (Coelomata) der Darm aufgehängt ist. Ebenfalls Mesenterien, auch Sarcosepten, werden die Scheidewände im Innern von Polypen genannt, die den Gastralraum aufteilen. Dabei findet man in den Polypen der Scyphozoa jeweils vier Mesenterien.  Unter den Blumentieren (Anthozoa) finden sich acht Mesenterien bei den Octocorallia und sechs bzw. ein Vielfaches von sechs bei den Hexacorallia.

## Mesenterium bei Menschen und Säugetieren
Bei Menschen und anderen Säugetieren bezeichnet das Mesenterium, genannt auch Gekröse, im weiteren Sinne alle Peritonealduplikaturen (Falten des Bauchfells) an Dünn- und Dickdarm. Die Coelomwand ist in diesem Fall also das Bauchfell. Im engeren Sinne ist mit dem Begriff Mesenterium nur das Mesenterium von Jejunum und Ileum gemeint. An Dünn- und Dickdarm des Menschen können drei große Mesenterien unterschieden werden:
- Mesenterium im engeren Sinne, auch genannt das Meso,
- Mesocolon transversum,
- Mesocolon sigmoideum, auch Mesosigmoideum genannt.

Kleinere Mesenterien kann man am Wurmfortsatz des Blinddarms (Mesoappendix) und am kranialen (oberen) Rektumabschnitt finden (Mesorectum).
Bei den vierfüßigen Säugetieren liegen dagegen weitaus mehr Abschnitte des Darmkanals intraperitoneal. In den Nomina Anatomica Veterinaria, der veterinäranatomischen Nomenklatur, werden daher unterschieden:
- Mesoduodenum
- Mesenterium mit Radix mesenterii (Gekrösewurzel), Mesojejunum und Mesoileum
- Mesocolon mit Mesocolon ascendens, Mesocolon transversum, Mesocolon descendens und Mesocolon sigmoideum
- Mesorectum

## Mesenterien in der Embryologie

### Im Bereich des kaudalen Vorderdarms
Grundsätzlich verfügen alle Organe des Abdomens und Beckens über ein dorsales Mesenterium. Magen und Pars superior des Duodenum (Dünndarmabschnitt) verfügen jedoch über ein zusätzliches, ventrales Mesenterium, das Mesogastricum ventrale und das Mesoduodenum ventrale. Durch dieses Mesenterium gelangt sauerstoffreiches Blut über die Vena umbilicalis zur Leber und zur Vena cava inferior des Embryos. Außerdem ist wegen dieses Mesenteriums die Bauchhöhle im Bereich von Magen und Duodenum zweigeteilt.
Aus dem Epithel des Duodenums entwickeln sich schließlich einige Organe in die Mesenterien von Duodenum und Magen hinein:
- die Leber und die Gallenwege im Mesoduodenum ventrale bis ins Mesogastricum ventrale
- die ventrale Pankreasanlage im Mesoduodenum ventrale
- die dorsale Pankreasanlage im Mesoduodenum dorsale

Die Milz dagegen entwickelt sich in der 5. Entwicklungswoche aus dem Mesenchym des Spatium retroperitoneale und wandert ins Mesogastrium dorsale ein. Durch das rasche Wachstum von Leber und Milz im embryonalen Organismus werden Mesogastricum ventrale und dorsale dann zusätzlich auf Höhe der Leber in ein Mesohepaticum ventrale und Mesohepaticum dorsale und auf Höhe der Milz in ein Mesosplenicum ventrale und Mesosplenicum dorsale unterteilt.

### Im Bereich des Mitteldarms
In diesem Bereich des Darmrohrs ist die Drehung der Nabelschleife von hauptsächlicher Bedeutung. Das Darmrohr wächst stark und gelangt schließlich bis ins Nabelcoelom, so dass es eine Schleife, die Nabelschleife bildet. Diese – zunächst sagital, also senkrecht stehende – Schleife erfährt nun eine Drehung um 90°, so dass der obere Teil rechts und der untere links zum Liegen kommt. Die Schleife ist nun horizontal eingestellt. Diese Drehung der Nabelschleife findet im Dottersack statt, man bezeichnet dies auch als physiologischen Nabelbruch.
Da der kraniale Teil des Darmrohrs deutlich schneller wächst als der kaudale, bildet die Nabelschleife zunächst einige Schlingen im Nabelcoelom und dehnt sich dann weiter in den Dottersack hinaus, weil sie innerhalb der Amnionhöhle keinen Platz mehr findet.
Die Nabelschleife dreht sie nun weiter um ihre eigene Achse. Der ehemals untere Teil des Darmrohrs befindet sich nun weiter kranial als der ehemals obere. Die Darmschlingen werden nun in den Embryo zurück verlagert, wobei sich diese dann in der linken Hälfte des Bauchraums – umrahmt von Colon transversum und descendens – befinden. Findet die Rückverlagerung der ausgelagerten Darmschlingen nicht oder nur teilweise statt, spricht man von einer Omphalozele. Als letztes wächst das Caecum nach unten und ein Colon ascendens bildet sich, so dass die gesamte Drehung der Nabelschleife gegenüber der ursprünglichen Position schließlich 270° beträgt.
Für die Mesenterien ist von entscheidender Bedeutung, dass Colon ascendens und descendens bedingt durch das starke Wachstum von Ileum und Jejunum nach hinten gedrückt werden, ihre Mesenterien mit dem Peritoneum parietale verwachsen und sie so sekundär retroperitonealisiert werden. Das Colon transversum liegt dagegen vor den Dünndarmschlingen und behält sein Mesenterium, das Mesocolon transversum. Auch Ileum und Jejunum behalten ihre Mesenterien, die man auch verkürzt Mesos nennt.